# Goupy No.2
Goupy No.2 bylo experimentální letadlo navržené Ambroise Goupym a Mario Calderarem a vyrobené roku 1909 v Blériotově továrně v Buc  ve Francii. Pro dějiny letectví je typ Goupy 2 významný svými dvěma zásadními a vlivnými inovacemi konstrukce letadel: jednalo se o první vzlétnuvší dvouplošník s tažným uspořádáním pohonné jednotky a s pozitivně stupněnými křídly. Uspořádání podvozku připomínalo Blériot XI, zkonstruovaný dříve téhož roku. Ačkoliv tyto prvky se v nadcházející dekádě staly konstrukčním standardem mnoha dalších letounů, v době vzniku byl typ leteckým tiskem popsán jako „poněkud nezvyklá konstrukce“. Jeho jedinými prvky, které se v následujícím období běžně nerozšířily na další konstrukce, byly dvouplošné vodorovné ocasní plochy a křidélka přes celou hloubku křídla na koncích horního i spodního křídla. Trup byl tvořen nekrytou dřevěnou příhradovou konstrukcí, typickou i pro jiné rané letouny, která byla později opatřena potahem.
Letoun poprvé vzlétl v březnu 1909, a následně byl vystaven na Pařížském aerosalonu. Roku 1910 typ soutěžil na letecké přehlídce v Remeši a pilotován Emile Ladougnem podnikl exhibiční lety na britských leteckých setkáních v Burton upon Trent a Doncasteru. 
Následující Goupy No.3 se lišil pouze drobně, zejména modifikovaným podvozkem, detaily ovládání a jednoduchou vodorovnou ocasní plochou.

## Specifikace
Údaje podle publikace French Aeroplanes Before the Great War

### Technické údaje
- Posádka: 1
- Délka: 7 m
- Rozpětí: 6 m
- Nosná plocha: 26 m²
- Vzletová hmotnost: 290 kg
- Pohonná jednotka: 1 × letecký motor REP pohánějící čtyřlistou vrtuli
- Výkon pohonné jednotky:  29 hp (22 kW)

### Výkony
- Maximální rychlost: 97 km/h